# Toulouse Fémina Sports
Le Toulouse Fémina Sports est un ancien club français de rugby à XV féminin basé à Toulouse. Le club a remporté neuf fois le championnat de France de rugby à XV, ce qui fait de lui le club français le plus titré.

## Historique
Le premier match de rugby à XV organisé devant des milliers de spectateurs a été joué par le Toulouse Fémina Sports le 1er mai 1968 à Toulouse. La capitaine de l’équipe était Isabelle Navarro, alors étudiante à l’université de Toulouse-Rangueil.
De 1975 à 1985, le club remporte à 9 reprises le championnats de France. Il détient aujourd'hui toujours le record de titre.
Le club forme ensuite une entente avec le club de Fonsorbes, l'Avenir fonsorbais rugby féminin. Il sera ensuite absorbé par ce dernier, qui deviendra le Stade toulousain rugby féminin en 2014.

## Palmarès
- Champion de France de rugby à XV (9) : 1975, 1976, 1977, 1978, 1979, 1980, 1982, 1984 et 1985

### Les finales du Toulouse Fémina Sports

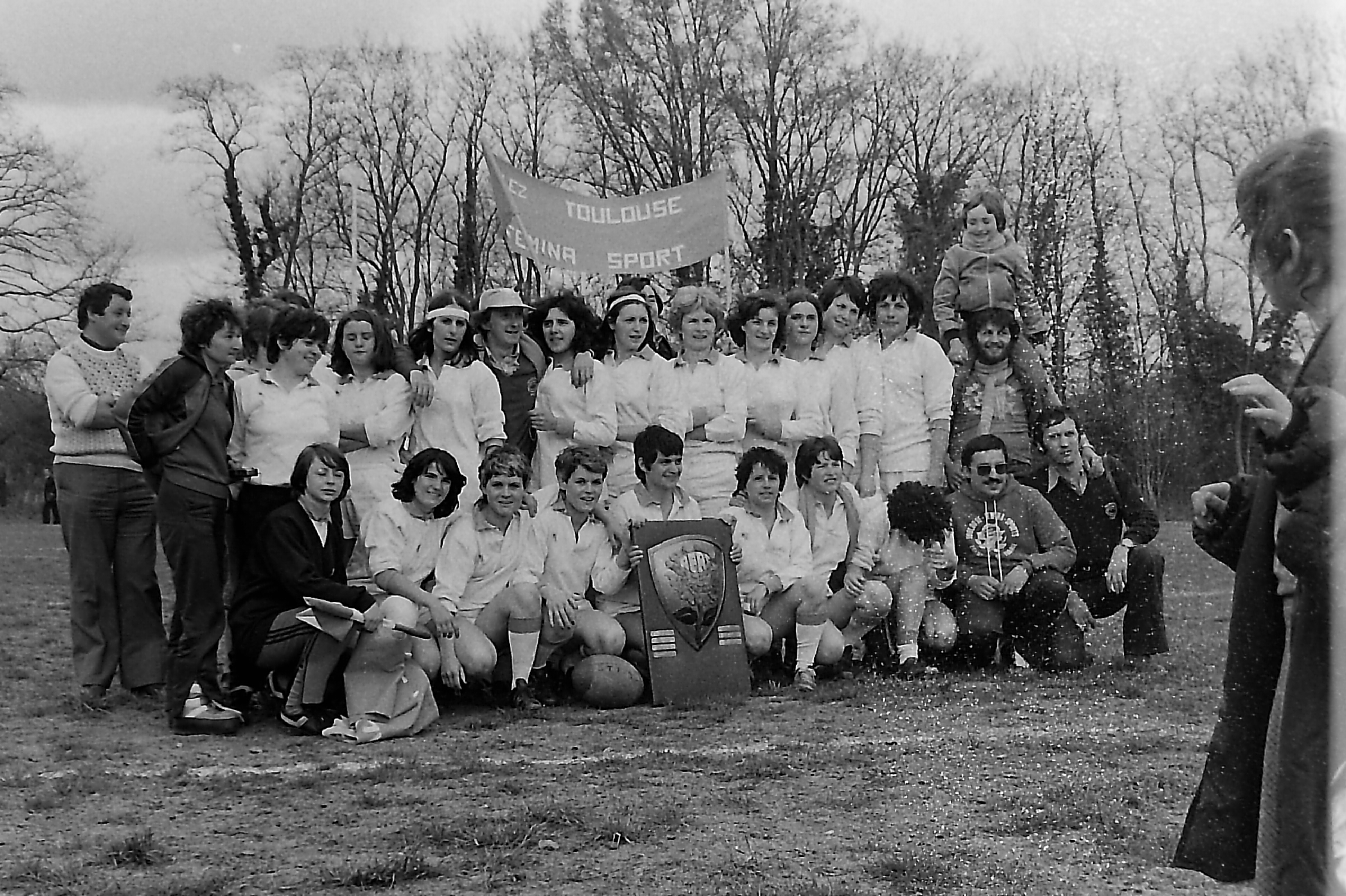
Après la victoire de 1979.

| Compétition           | Date de la finale | Vainqueur              | Finaliste                     | Score | Lieu de la finale  |
| --------------------- | ----------------- | ---------------------- | ----------------------------- | ----- | ------------------ |
| Championnat de France | 1975              | Toulouse Fémina Sports | OF Valence Les Dragons Blancs | 18-3  | Romagnat           |
| Championnat de France | 1976              | Toulouse Fémina Sports | Violettes bressanes           | 8-3   | Castres            |
| Championnat de France | 1977              | Toulouse Fémina Sports | Violettes bressanes           | 12-7  | Montaigut-le-Blanc |
| Championnat de France | 1978              | Toulouse Fémina Sports | FC Auch                       | 7-0   | Montaigut-le-Blanc |
| Championnat de France | 1979              | Toulouse Fémina Sports | Coquelicots de Tournus        | 19-0  | Montaigut-le-Blanc |
| Championnat de France | 1980              | Toulouse Fémina Sports | Violettes bressanes           | 7-0   | Montaigut-le-Blanc |
| Championnat de France | 1982              | Toulouse Fémina Sports | Violettes bressanes           | 7-0   | Montaigut-le-Blanc |
| Championnat de France | 1984              | Toulouse Fémina Sports | Coquelicots de Tournus        | 10-0  | Privas             |
| Championnat de France | 1985              | Toulouse Fémina Sports | Violettes bressanes           | 6-0   | Montaigut-le-Blanc |
| Championnat de France | 1986              | La Teste Rugby         | Toulouse Fémina Sports        | 8-0   |                    |

## Personnalités du club
- Émilie Carsalade : joueuse, capitaine et présidente du Toulouse Femina Sports de 1968 à 1988

### Entraîneurs
- 1987-1989 : Pierre Saucaz-Laramé